# Крестьянский башмак
«Башмак» (нем. Bundschuh-Bewegung) — название тайных боевых крестьянских союзов в юго-западной Германии в XV—начале XVI веков. Их знамя с изображением башмака было символом крестьянской борьбы против гнёта землевладельцев и князей. В их требования входили раздел земель, упразднение всех повинностей и поборов и др.
Начало выступлений под знаменем башмака можно отнести к 1476 году, когда некий пастух возвестил о явлении Богородицы во Франконии, которая якобы обещала передать в общественную собственность леса, пастбища и воды. Его проповеди собирали десятки тысяч людей. Местный епископ, боясь вооруженного выступления, велел схватить пророка и перебить вожаков. В 1495 году в Эльзасе возникло новое движение, также использующее символ башмака.
Центр нового "Союза Башмака" переместился в 1513 году в Брейсгау. «Союзы Башмака» поднимали восстания в 1517 году и в более позднее время. Сыграли важную роль в подготовке Крестьянской войны 1524—1526 годов.